# تپه ده‌بر
تپه ده بر مربوط به دوره اشکانیان - دوره ساسانیان - سده‌های اولیه دوران‌های تاریخی پس از اسلام است و در شهرستان نهاوند، بخش مرکزی، دهستان گاماسیاب، ۱ کیلومتری ضلع شمالی روستای بدیع الزمان واقع شده و این اثر در تاریخ ۲۵ آبان ۱۳۸۷ با شمارهٔ ثبت ۲۳۶۷۵ به‌عنوان یکی از آثار ملی ایران به ثبت رسیده است.